# Paragomphus kiautai
Paragomphus kiautai är en trollsländeart som beskrevs av Legrand 1992. Paragomphus kiautai ingår i släktet Paragomphus och familjen flodtrollsländor. IUCN kategoriserar arten globalt som otillräckligt studerad. Inga underarter finns listade i Catalogue of Life.